# Growing Neural Gas
Das Growing Neural Gas (GNG) ist ein künstliches neuronales Netz, bei dem während des Adaptionsprozesses Neuronen eingefügt und gelöscht werden können. Bei anderen künstlichen neuronalen Netzen wie Self-Organizing Maps (SOM) oder Neural Gas (NG) muss vorab die Netzwerkgröße festgelegt werden. Das im Jahr 1995 von Bernd Fritzke entwickelte Growing Neural Gas kann als Weiterentwicklung des NG angesehen werden.

## Arbeitsweise
Zu Beginn existieren zwei Startneuronen. Im Laufe der Konditionierung des Netzes werden neue Neuronen eingefügt, sodass eine adäquate Anpassung des Netzes an die Eingabedaten stattfinden kann. Verbindungen zwischen den Neuronen werden ähnlich wie beim NG eingefügt und gelöscht.
Neue Neuronen werden nach einer im Vorfeld durch den Anwender festgelegten Anzahl an Iterationen eingefügt.
Beim Einfügeprozess wird das Ziel einer Minimierung des Quantisierungsfehlers verfolgt. Der Quantisierungsfehler entsteht durch die Zuweisung der Eingabe- zu den Referenzvektoren, wodurch eine Komprimierung des Datensatzes stattfindet.

## Software
- DemoGNG.js (JavaScript Simulator für GNG u. a. Modelle)